# 中道改革主義
中道改革主義（중도개혁주의）または中道改革（중도개혁）は、韓国政治で使われる用語である。

## 歴史
当該用語が初めて使用されたのは1987年後半に金大中が平和民主党の政治性向を定義するときだった。ただ、1989年に「中道改革」という単語が自由主義と保守主義の間で中間勢力を意味するという誤解を防止するため、「中道改革主義」がなく「改革主義」に路線を修正した。1年後1990年1月1日は以後、金大中は再び平和民主党を"中道改革主義"政党へと路線を再び再整備した。
2016年以降、現代的概念で中道改革主義とは、基本的に中道的性向を帯びているものの既成既得権政党の共に民主党とは異なる独自路線を歩む中道政党を指す。実際に中道改革主義とは政治用語は90年代以降、ハンドンハン韓国政治で使用されていなかったが、2016年の安哲秀が率いる国民の党が該当理念を掲げながら、再び使用され始めた。

## 主な政党
- 平和民主党[1][2]（1987 ~ 1991）
- 国民の党[3]（2016 ~ 2018）
- 正しい未来党[4]（2018 ~ 2020）
- 民主平和党[5]（2018 ~ 2020）
- 代案新党[6]（2020）
- 民生党[7]
- 国民の党[8]